# Gehypochthonius frondifer
Gehypochthonius frondifer är en kvalsterart som beskrevs av Aoki 1975. Gehypochthonius frondifer ingår i släktet Gehypochthonius och familjen Gehypochthoniidae. Inga underarter finns listade i Catalogue of Life.